# Roland Garros 2020
De 119e editie van het Franse grandslamtoernooi Roland Garros 2020 werd gehouden van zondag 27 september tot en met zondag 11 oktober 2020. Voor de vrouwen was het de 113e editie. Het toernooi werd gespeeld in het Roland-Garrosstadion in het 16e arrondissement van Parijs.
Samenvatting
- Vanwege de coronapandemie was het toernooi uitgesteld van mei en juni naar september en oktober. Het gemengd dubbelspel was vervallen, evenals de toernooi-onderdelen voor senioren.[1]
- Bij het mannenenkelspel was de Spanjaard Rafael Nadal titelverdediger – hij slaagde erin zijn titel te verlengen.
- De Australische Ashleigh Barty was niet-verdedigend titelhoudster bij het vrouwenenkelspel. De titel ging dit jaar naar de Poolse Iga Świątek.
- Het vrouwendubbelspel werd in 2019 gewonnen door de Hongaarse Tímea Babos en de Française Kristina Mladenovic, die wederom de trofee in de wacht sleepten.
- Bij de mannen waren de Duitsers Kevin Krawietz en Andreas Mies titelverdedigers – ook zij prolongeerden hun titel.

## Vernieuwde baanfaciliteiten
De editie van 2020 was het eerste jaar waarin het nieuwe, verschuifbare dak van Court Philippe-Chatrier in gebruik werd genomen. De nieuwe dakconstructie was eind 2019 afgerond. Daarnaast was dit het eerste jaar waarin twaalf tennisbanen verlichting hadden gekregen, waardoor de wedstrijden niet meer gestaakt hoefden te worden door de invallende duisternis.
De eerste dagen van het hoofdtoernooi deden het verschuifbare dak en de verlichting meteen dienst. Vanwege regenval werden enkele partijen onder een gesloten dak gespeeld op Court Philippe-Chatrier. Op de overige banen zorgde de regenval voor onderbrekingen. Door de verlichting kon Roland Garros echter het volledige programma volgens planning afwerken. Op dinsdag 29 september werd het record van de laatste eindtijd verbroken in de partij tussen Clara Burel en Arantxa Rus, die na middernacht eindigde om 00:10 uur (winst voor Burel; 67–7, 7–62 en 6–3). Voordien was de wedstrijd met de laatste eindtijd de partij Monfils-Fognini in 2010, die destijds werd gestaakt om 21:56 vanwege de invallende duisternis. Op woensdag 7 oktober werd het record van de laatste eindtijd weer verbroken in de partij tussen Rafael Nadal en Jannik Sinner. Deze partij eindigde na middernacht om 01:26 uur (winst voor Nadal; 7–64, 6–4 en 6–1).
Er vonden tijdens deze editie nog geen officiële avondsessies plaats. De voorzitter van de Franse tennisbond Bernard Giudicelli gaf aan dat avondsessies extra organisatie vereisen. Daarom zal Roland Garros pas in 2021 starten met avondsessies op Court Philippe-Chatrier, van de eerste maandag tot de tweede woensdag van het toernooi. Vanaf 2021 zullen er op Court Philippe-Chatrier drie partijen tijdens de dag plaatsvinden en één partij in de avond. Roland Garros heeft de intentie om extreem late avondsessies die na middernacht eindigen te vermijden en ernaar te streven om de avondsessies te eindigen voor 23:00 uur.

## Toernooikalender
Bron: Provisional schedule
| Roland Garros     | september 2020 | september 2020 | september 2020 | september 2020 | oktober 2020 | oktober 2020 | oktober 2020 | oktober 2020 | oktober 2020 | oktober 2020 | oktober 2020 | oktober 2020 | oktober 2020 | oktober 2020 | oktober 2020 |
| Roland Garros     | zon 27         | maa 28         | din 29         | woe 30         | don 1        | vrĳ 2        | zat 3        | zon 4        | maa 5        | din 6        | woe 7        | don 8        | vrĳ 9        | zat 10       | zon 11       |
| ----------------- | -------------- | -------------- | -------------- | -------------- | ------------ | ------------ | ------------ | ------------ | ------------ | ------------ | ------------ | ------------ | ------------ | ------------ | ------------ |
| mannenenkelspel   | 1e ronde       | 1e ronde       | 1e ronde       | 2e ronde       | 2e ronde     | 3e ronde     | 3e ronde     | 4e ronde     | 4e ronde     | kwartfinale  | kwartfinale  |              | halve finale |              | finale       |
| vrouwenenkelspel  | 1e ronde       | 1e ronde       | 1e ronde       | 2e ronde       | 2e ronde     | 3e ronde     | 3e ronde     | 4e ronde     | 4e ronde     | kwartfinale  | kwartfinale  | halve finale |              | finale       |              |
| mannendubbelspel  |                |                | 1e ronde       | 1e ronde       | 2e ronde     | 2e ronde     | 3e ronde     | 3e ronde     | kwartfinale  | kwartfinale  |              | halve finale |              | finale       |              |
| vrouwendubbelspel |                |                |                | 1e ronde       | 1e ronde     | 2e ronde     | 2e ronde     | 3e ronde     | 3e ronde     | kwartfinale  | kwartfinale  |              | halve finale |              | finale       |

## Enkelspel

### Mannen

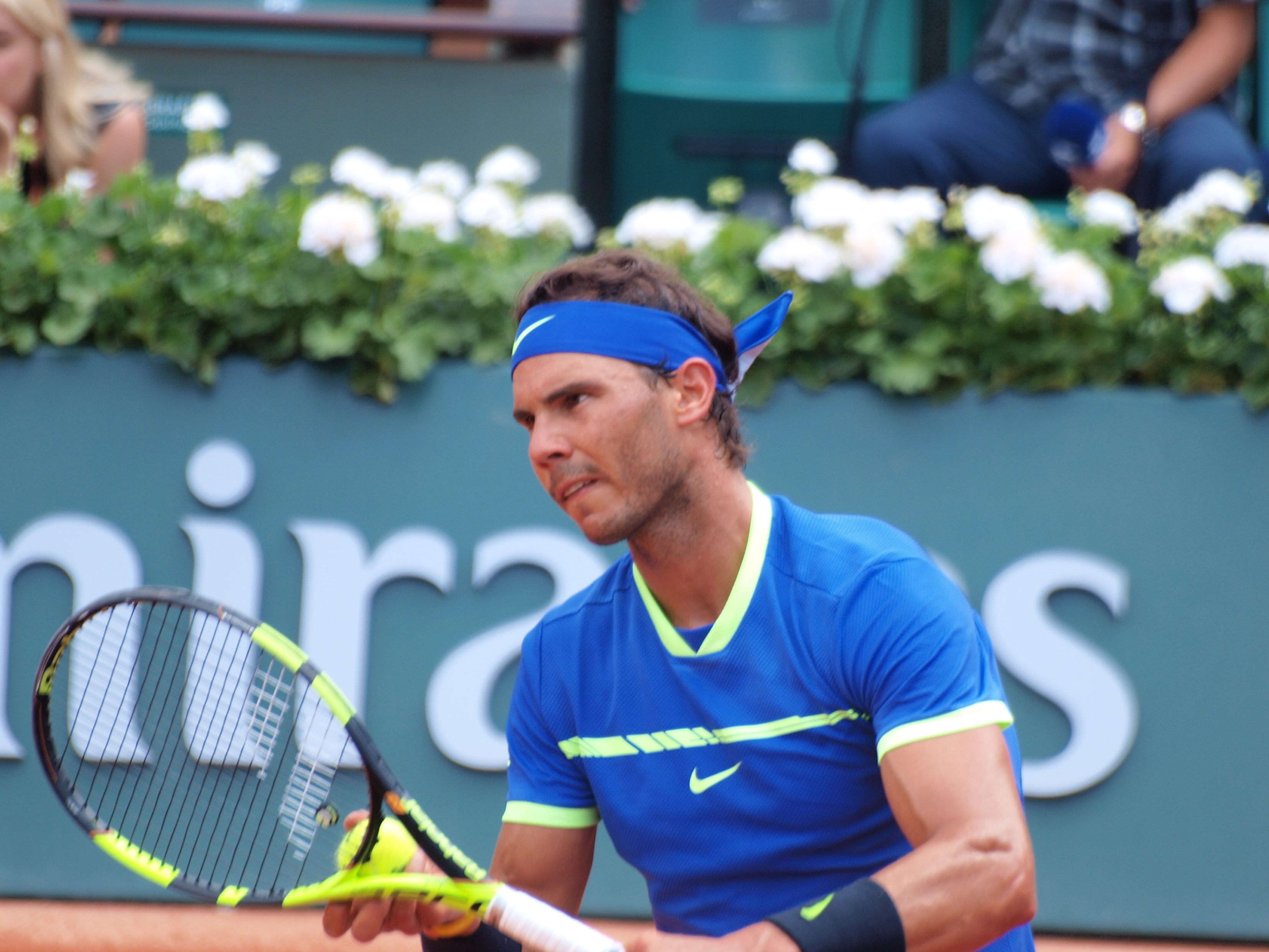
Winnaar Rafael Nadal

De titelverdediger was de twaalfvoudig winnaar Rafael Nadal uit Spanje; hij verlengde zijn titel door in de finale de Serviër Novak Đoković te verslaan. Nadal behaalde met zijn winstpartij in de finale zijn honderdste overwinning op Roland Garros.

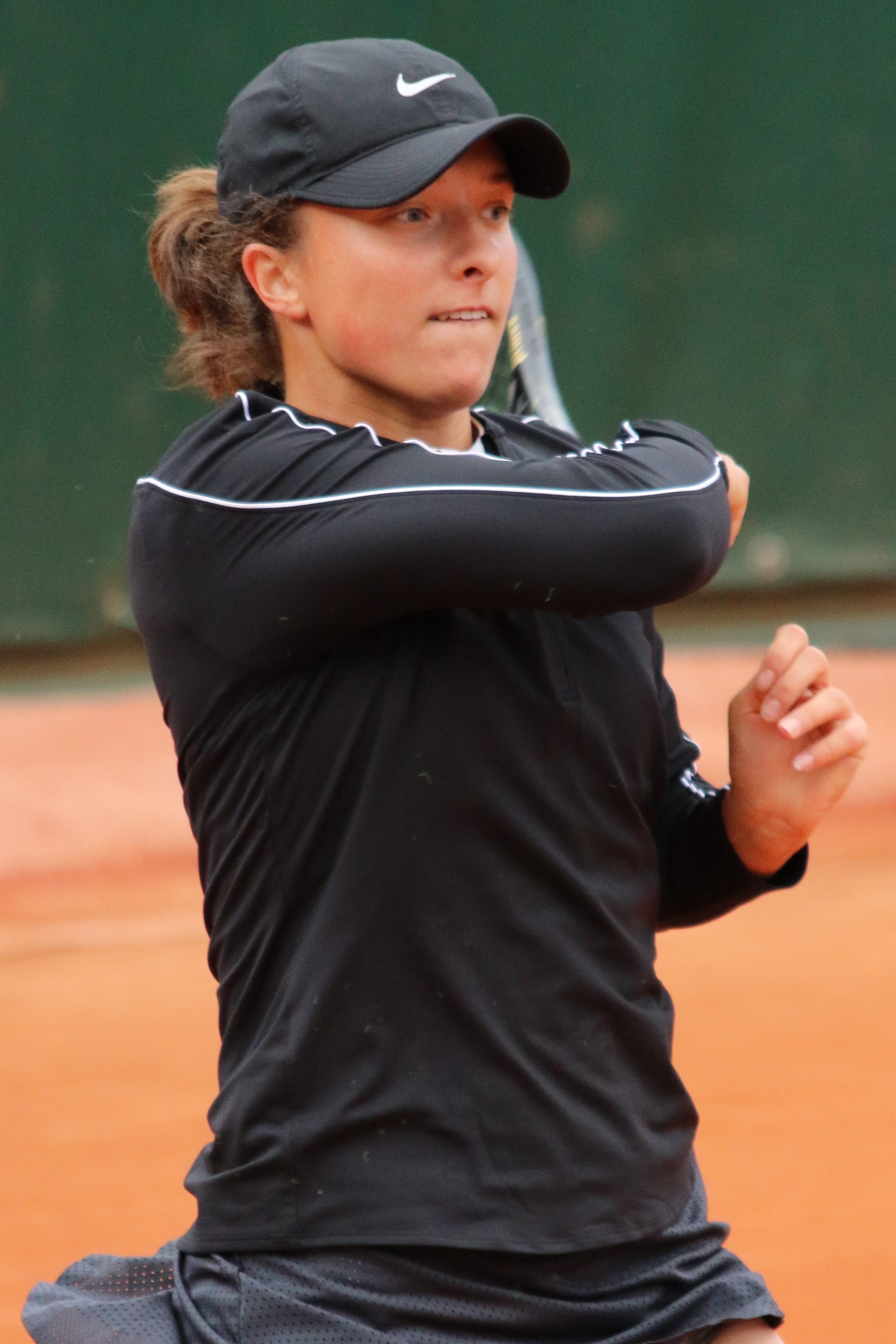
Winnares Iga Świątek

### Vrouwen
De titelhoudster was de Australische Ashleigh Barty – zij liet verstek gaan vanwege het coronavirus. Het toernooi werd gewonnen door Iga Świątek, de eerste Poolse tennisser (man of vrouw) in de historie van de grandslamtoernooien die de enkelspeltrofee mocht ontvangen.

## Dubbelspel

### Mannen
De Duitsers Kevin Krawietz en Andreas Mies waren de titelverdedigers; ze slaagden erin hun titel te verlengen tegen de Kroaat Mate Pavić en de Braziliaan Bruno Soares.

### Vrouwen
De Hongaarse Tímea Babos en de Française Kristina Mladenovic waren de titelverdedigsters. Babos en Mladenovic verdedigden met succes hun titel.

### Gemengd
Dit toernooi-onderdeel verviel wegens de coronapandemie.

## Kwalificatietoernooi (enkelspel)
Algemene regels – Aan het hoofdtoernooi (enkelspel) doen bij de mannen en vrouwen elk 128 tennissers mee. De 104 beste mannen en 108 beste vrouwen van de wereldranglijst die zich inschrijven worden rechtstreeks toegelaten. Acht mannen en acht vrouwen krijgen van de organisatie een wildcard. Voor de overige ingeschrevenen resteren dan nog zestien plaatsen bij de mannen en twaalf plaatsen bij de vrouwen in het hoofdtoernooi – deze plaatsen worden via het kwalificatietoernooi ingevuld. Aan dit kwalificatietoernooi doen nog eens 128 mannen en 96 vrouwen mee.
De kwalificatiewedstrijden vonden plaats van dinsdag 21 tot en met zaterdag 25 september 2020.
De volgende deelnemers aan het kwalificatietoernooi wisten zich een plaats te veroveren in de hoofdtabel:

### Mannenenkelspel
- Daniel Altmaier
- Benjamin Bonzi
- Liam Broady
- Marco Cecchinato
- Steven Diez
- Lorenzo Giustino
- Emilio Gómez
- Sebastian Korda
- Henri Laaksonen
- Tomáš Macháč
- Pedro Martínez
- Nikola Milojević
- Michael Mmoh
- Jurij Rodionov
- Jack Sock
- Aleksandar Vukic

Lucky losers
- Daniel Elahi Galán
- Jason Jung
- Marc Polmans

### Vrouwenenkelspel
- Irina Maria Bara
- Sara Errani
- Barbara Haas
- Marta Kostjoek
- Varvara Lepchenko
- Monica Niculescu
- Nadia Podoroska
- Kamilla Rachimova
- Mayar Sherif
- Clara Tauson
- Martina Trevisan
- Renata Zarazúa

Lucky losers
- Astra Sharma

## Junioren
Meisjesenkelspel

Finale: Elsa Jacquemot (Frankrijk) won van Alina Tsjarajeva (Rusland) met 4-6, 6-4, 6-2
Meisjesdubbelspel

Finale: Eleonora Alvisi (Italië) en Lisa Pigato (Italië) wonnen van Maria Bondarenko (Rusland) en Diana Sjnajder (Rusland) met 7-6, 6-4
Jongensenkelspel

Finale: Dominic Stricker (Zwitserland) won van Leandro Riedi (Zwitserland) met 6-2, 6-4
Jongensdubbelspel

Finale: Flavio Cobolli (Italië) en Dominic Stricker (Zwitserland) wonnen van Bruno Oliveira (Brazilië) en Natan Rodrigues (Brazilië) met 6-2, 6-4

## Rolstoeltennis
Rolstoelvrouwenenkelspel

Finale: Yui Kamiji (Japan) won van Momoko Ohtani (Japan) met 6-2, 6-1
Rolstoelvrouwendubbelspel

Finale: Diede de Groot (Nederland) en Aniek van Koot (Nederland) wonnen van Yui Kamiji (Japan) en Jordanne Whiley (VK) met 7-6, 3-6, [10-8]
Rolstoelmannenenkelspel

Finale: Alfie Hewett (VK) won van Joachim Gérard (België) met 6-4, 4-6, 6-3
Rolstoelmannendubbelspel

Finale: Alfie Hewett (VK) en Gordon Reid (VK) wonnen van Gustavo Fernández (Argentinië) en Shingo Kunieda (Japan) met 7-6, 1-6, [10-3]
Quad-enkelspel

Finale: Dylan Alcott (Australië) won van Andy Lapthorne (VK) met 6-2, 6-2
Quad-dubbelspel

Finale: Sam Schröder (Nederland) en David Wagner (VS) wonnen van Dylan Alcott (Australië) en Andy Lapthorne (VK) met 4-6, 7-5, [10-8]

## Uitzendrechten
Roland Garros was in Nederland exclusief te zien op Eurosport. Eurosport zond Roland Garros uit via de lineaire sportkanalen Eurosport 1 en Eurosport 2 en via de online streamingdienst, de Eurosport Player.

## Speelschema van dag tot dag
Onderstaand het speelschema van de drie hoofdbanen van dag tot dag.
Alle tijden zijn lokaal MEZT (UTC+2).

### Dag 1 (zondag 27 september)
- Reekshoofden uitgeschakeld:
  - Mannenenkelspel:  David Goffin [11],  Borna Ćorić [24],  Alex de Minaur [25],  Daniel Evans [32]
  - Vrouwenenkelspel:  Johanna Konta [9],  Anett Kontaveit [17],  Dajana Jastremska [24]
- Speelschema (gearchiveerd)

| Wedstrijden op de hoofdbanen           | Wedstrijden op de hoofdbanen           | Wedstrijden op de hoofdbanen           | Wedstrijden op de hoofdbanen           |
| Evenement                              | Winnaar                                | Verliezer                              | Score                                  |
| Wedstrijden op Court Philippe-Chatrier | Wedstrijden op Court Philippe-Chatrier | Wedstrijden op Court Philippe-Chatrier | Wedstrijden op Court Philippe-Chatrier |
| -------------------------------------- | -------------------------------------- | -------------------------------------- | -------------------------------------- |
| Mannenenkelspel 1e ronde               | Jannik Sinner                          | David Goffin [11]                      | 7–5, 6–0, 6–3                          |
| Vrouwenenkelspel 1e ronde              | Simona Halep [1]                       | Sara Sorribes Tormo                    | 6–4, 6–0                               |
| Vrouwenenkelspel 1e ronde              | Caroline Garcia                        | Anett Kontaveit [17]                   | 6–4, 3–6, 6–4                          |
| Mannenenkelspel 1e ronde               | Stan Wawrinka [16]                     | Andy Murray [WC]                       | 6–1, 6–3, 6–2                          |
| Mannenenkelspel 1e ronde               | Alexander Zverev [6]                   | Dennis Novak                           | 7–5, 6–2, 6–4                          |
| Wedstrijden op Court Suzanne-Lenglen   |                                        |                                        |                                        |
| Vrouwenenkelspel 1e ronde              | Viktoryja Azarenka [10]                | Danka Kovinić                          | 6–1, 6–2                               |
| Mannenenkelspel 1e ronde               | Jurij Rodionov [Q]                     | Jérémy Chardy                          | 3–6, 4–6, 7–6(8–6), 6–4, 10–8          |
| Vrouwenenkelspel 1e ronde              | Cori Gauff                             | Johanna Konta [9]                      | 6–3, 6–3                               |
| Wedstrijden op Court Simonne Mathieu   |                                        |                                        |                                        |
| Vrouwenenkelspel 1e ronde              | Elise Mertens [16]                     | Margarita Gasparjan                    | 6–2, 6–3                               |
| Vrouwenenkelspel 1e ronde              | Anna Schmiedlová [PR]                  | Venus Williams                         | 6–4, 6–4                               |
| Mannenenkelspel 1e ronde               | Benoît Paire [23]                      | Kwon Soon-woo                          | 7–5, 6–4, 6–4                          |
| Mannenenkelspel 1e ronde               | Diego Schwartzman [12]                 | Miomir Kecmanović                      | 6–0, 6–1, 6–3                          |
| Wedstrijden begonnen om 11:00 uur      |                                        |                                        |                                        |

1. ↑  Oorspronkelijk geprogrammeerd op Court Suzanne-Lenglen, maar verplaatst vanwege de regen naar Court Philippe-Chatrier na de wedstrijd van Wawrinka–Murray.

### Dag 2 (maandag 28 september)
- Reekshoofden uitgeschakeld:
  - Mannenenkelspel:  Daniil Medvedev [4],  Gaël Monfils [8],  Fabio Fognini [14],  Félix Auger-Aliassime [19],  Filip Krajinović [26],  Hubert Hurkacz [29]
  - Vrouwenenkelspel:  Madison Keys [12],  Markéta Vondroušová [15],  Angelique Kerber [18],  Karolína Muchová [22],  Svetlana Koeznetsova [28],  Magda Linette [31]
- Speelschema (gearchiveerd)

| Wedstrijden op de hoofdbanen           | Wedstrijden op de hoofdbanen           | Wedstrijden op de hoofdbanen           | Wedstrijden op de hoofdbanen           |
| Evenement                              | Winnaar                                | Verliezer                              | Score                                  |
| Wedstrijden op Court Philippe-Chatrier | Wedstrijden op Court Philippe-Chatrier | Wedstrijden op Court Philippe-Chatrier | Wedstrijden op Court Philippe-Chatrier |
| -------------------------------------- | -------------------------------------- | -------------------------------------- | -------------------------------------- |
| Vrouwenenkelspel 1e ronde              | Petra Kvitová [7]                      | Océane Dodin                           | 6–3, 7–5                               |
| Mannenenkelspel 1e ronde               | Dominic Thiem [3]                      | Marin Čilić                            | 6–4, 6–3, 6–3                          |
| Vrouwenenkelspel 1e ronde              | Serena Williams [6]                    | Kristie Ahn                            | 7–6(7–2), 6–0                          |
| Mannenenkelspel 1e ronde               | Rafael Nadal [2]                       | Jahor Herasimaw                        | 6–4, 6–4, 6–2                          |
| Vrouwenenkelspel 1e ronde              | Alizé Cornet                           | Chloé Paquet [WC]                      | 6–3, 6–2                               |
| Wedstrijden op Court Suzanne-Lenglen   |                                        |                                        |                                        |
| Vrouwenenkelspel 1e ronde              | Kiki Bertens [5]                       | Katarina Zavatska                      | 2–6, 6–2, 6–0                          |
| Vrouwenenkelspel 1e ronde              | Elina Svitolina [3]                    | Varvara Gracheva                       | 7–6(7–2), 6–4                          |
| Mannenenkelspel 1e ronde               | Aleksandr Boeblik                      | Gaël Monfils [8]                       | 6–4, 7–5, 3–6, 6–3                     |
| Mannenenkelspel 1e ronde               | Márton Fucsovics                       | Daniil Medvedev [4]                    | 6–4, 7–6(7–3), 2–6, 6–1                |
| Wedstrijden op Court Simonne Mathieu   |                                        |                                        |                                        |
| Mannenenkelspel 1e ronde               | Michail Koekoesjkin                    | Fabio Fognini [14]                     | 7–5, 3–6, 7–6(7–1), 6–0                |
| Vrouwenenkelspel 1e ronde              | Garbiñe Muguruza [11]                  | Tamara Zidanšek                        | 7–5, 4–6, 8–6                          |
| Mannenenkelspel 1e ronde               | Karen Chatsjanov [15]                  | Kamil Majchrzak [PR]                   | 7–6(7–3), 6–3, 6–3                     |
| Wedstrijden begonnen om 11:00 uur      |                                        |                                        |                                        |

1. ↑  Oorspronkelijk geprogrammeerd op Court Simonne Mathieu, maar verplaatst vanwege uitloop van eerdere wedstrijden naar Court Philippe-Chatrier na de wedstrijd Gerasimov-Nadal.

### Dag 3 (dinsdag 29 september)
- Reekshoofden uitgeschakeld:
  - Mannenenkelspel:  Nikoloz Basilasjvili [31]
  - Vrouwenenkelspel:  Alison Riske [19],  Jennifer Brady [21],  Donna Vekić [26]
  - Mannendubbelspel:  Raven Klaasen /  Oliver Marach [10]
- Speelschema (gearchiveerd)

| Wedstrijden op de hoofdbanen           | Wedstrijden op de hoofdbanen           | Wedstrijden op de hoofdbanen           | Wedstrijden op de hoofdbanen           |
| Evenement                              | Winnaar                                | Verliezer                              | Score                                  |
| Wedstrijden op Court Philippe-Chatrier | Wedstrijden op Court Philippe-Chatrier | Wedstrijden op Court Philippe-Chatrier | Wedstrijden op Court Philippe-Chatrier |
| -------------------------------------- | -------------------------------------- | -------------------------------------- | -------------------------------------- |
| Vrouwenenkelspel 1e ronde              | Karolína Plíšková [2]                  | Mayar Sherif [Q]                       | 6–7(9–11), 6–2, 6–4                    |
| Vrouwenenkelspel 1e ronde              | Laura Siegemund                        | Kristina Mladenovic                    | 7–5, 6–3                               |
| Mannenenkelspel 1e ronde               | Novak Đoković [1]                      | Mikael Ymer                            | 6–0, 6–2, 6–3                          |
| Mannenenkelspel 1e ronde               | Denis Shapovalov [9]                   | Gilles Simon                           | 6–2, 7–5, 5–7, 6–3                     |
| Wedstrijden op Court Suzanne-Lenglen   |                                        |                                        |                                        |
| Mannenenkelspel 1e ronde               | Matteo Berrettini [7]                  | Vasek Pospisil                         | 6–3, 6–1, 6–3                          |
| Vrouwenenkelspel 1e ronde              | Sofia Kenin [4]                        | Ljoedmila Samsonova                    | 6–4, 3–6, 6–3                          |
| Mannenenkelspel 1e ronde               | Stéfanos Tsitsipás [5]                 | Jaume Munar                            | 4–6, 2–6, 6–1, 6–4, 6–4                |
| Vrouwenenkelspel 1e ronde              | Aryna Sabalenka [8]                    | Jessica Pegula                         | 6–3, 6–1                               |
| Wedstrijden op Court Simonne Mathieu   |                                        |                                        |                                        |
| Vrouwenenkelspel 1e ronde              | Clara Tauson [Q]                       | Jennifer Brady [21]                    | 6–4, 3–6, 9–7                          |
| Mannenenkelspel 1e ronde               | Andrej Roebljov [13]                   | Sam Querrey                            | 6–7(5–7), 6–7(4–7), 7–5, 6–4, 6–3      |
| Mannenenkelspel 1e ronde               | Roberto Bautista Agut [10]             | Richard Gasquet                        | 7–6(7–2), 6–2, 6–1                     |
| Vrouwenenkelspel 1e ronde              | Veronika Koedermetova                  | Pauline Parmentier [WC]                | 6–2, 6–3                               |
| Wedstrijden begonnen om 11:00 uur      |                                        |                                        |                                        |

### Dag 4 (woensdag 30 september)
- Reekshoofden uitgeschakeld:
  - Mannenenkelspel:  John Isner [21],  Benoît Paire [23]
  - Vrouwenenkelspel:  Serena Williams [6],  Viktoryja Azarenka [10],  Joelija Poetintseva [23],  Barbora Strýcová [32]
  - Vrouwendubbelspel:  Ljoedmyla Kitsjenok /  Nadija Kitsjenok [15]
- Speelschema (gearchiveerd)

| Wedstrijden op de hoofdbanen           | Wedstrijden op de hoofdbanen           | Wedstrijden op de hoofdbanen           | Wedstrijden op de hoofdbanen           |
| Evenement                              | Winnaar                                | Verliezer                              | Score                                  |
| Wedstrijden op Court Philippe-Chatrier | Wedstrijden op Court Philippe-Chatrier | Wedstrijden op Court Philippe-Chatrier | Wedstrijden op Court Philippe-Chatrier |
| -------------------------------------- | -------------------------------------- | -------------------------------------- | -------------------------------------- |
| Vrouwenenkelspel 2e ronde              | Elina Svitolina [3]                    | Renata Zarazúa [Q]                     | 6–3, 0–6, 6–2                          |
| Vrouwenenkelspel 2e ronde              | Tsvetana Pironkova [WC]                | Serena Williams [6]                    | Walk-over                              |
| Vrouwenenkelspel 2e ronde              | Amanda Anisimova [25]                  | Bernarda Pera                          | 6–2, 6–0                               |
| Mannenenkelspel 2e ronde               | Rafael Nadal [2]                       | Mackenzie McDonald [PR]                | 6–1, 6–0, 6–3                          |
| Mannenenkelspel 2e ronde               | Alexander Zverev [6]                   | Pierre-Hugues Herbert                  | 2–6, 6–4, 7–6(7–5), 4–6, 6–4           |
| Mannendubbelspel 1e ronde              | Łukasz Kubot [2] Marcelo Melo [2]      | Arthur Cazaux [WC] Harold Mayot [WC]   | 6–2, 6–2                               |
| Wedstrijden op Court Suzanne-Lenglen   |                                        |                                        |                                        |
| Mannenenkelspel 2e ronde               | Stan Wawrinka [16]                     | Dominik Köpfer                         | 6–3, 6–2, 3–6, 6–1                     |
| Mannenenkelspel 2e ronde               | Dominic Thiem [3]                      | Jack Sock [Q]                          | 6–1, 6–3, 7–6(8–6)                     |
| Vrouwenenkelspel 2e ronde              | Simona Halep [1]                       | Irina-Camelia Begu                     | 6–3, 6–4                               |
| Vrouwenenkelspel 2e ronde              | Caroline Garcia                        | Aljaksandra Sasnovitsj                 | 7–6(7–5), 6–2                          |
| Mannendubbelspel 1e ronde              | Daniel Evans Hubert Hurkacz            | Marcelo Demoliner Matwé Middelkoop     | 7–6(7–2), 3–6, 7–5                     |
| Wedstrijden op Court Simonne Mathieu   |                                        |                                        |                                        |
| Vrouwenenkelspel 2e ronde              | Anna Schmiedlová [PR]                  | Viktoryja Azarenka [10]                | 6–2, 6–2                               |
| Mannenenkelspel 2e ronde               | Diego Schwartzman [12]                 | Lorenzo Giustino [Q]                   | 6–1, 7–5, 6–0                          |
| Mannenenkelspel 2e ronde               | Federico Coria                         | Benoît Paire [23]                      | 7–6(7–3), 3–6, 6–3, 6–1                |
| Vrouwenenkelspel 2e ronde              | Martina Trevisan [Q]                   | Cori Gauff                             | 4–6, 6–2, 7–5                          |
| Wedstrijden begonnen om 11:00 uur      |                                        |                                        |                                        |

1. ↑  Oorspronkelijk geprogrammeerd op Court 5, maar verplaatst vanwege uitloop van eerdere wedstrijden naar Court Philippe-Chatrier na afloop van de wedstrijd van Zverev-Herbert.
2. ↑  Oorspronkelijk geprogrammeerd op Court 12, maar verplaatst  vanwege uitloop van eerdere wedstrijdennaar Court Suzanne-Lenglen na afloop van de wedstrijd Garcia-Sasnovich.

### Dag 5 (donderdag 1 oktober)
- Reekshoofden uitgeschakeld:
  - Mannenenkelspel:  Denis Shapovalov [9],  Dušan Lajović [22],  Jan-Lennard Struff [30]
  - Vrouwenenkelspel:  Karolína Plíšková [2],  Jelena Rybakina [14],  Sloane Stephens [29]
  - Mannendubbelspel:  Łukasz Kubot /  Marcelo Melo [4]
  - Vrouwendubbelspel:  Lucie Hradecká /  Andreja Klepač [11]
- Speelschema (gearchiveerd)

| Wedstrijden op de hoofdbanen           | Wedstrijden op de hoofdbanen           | Wedstrijden op de hoofdbanen           | Wedstrijden op de hoofdbanen           |
| Evenement                              | Winnaar                                | Verliezer                              | Score                                  |
| Wedstrijden op Court Philippe-Chatrier | Wedstrijden op Court Philippe-Chatrier | Wedstrijden op Court Philippe-Chatrier | Wedstrijden op Court Philippe-Chatrier |
| -------------------------------------- | -------------------------------------- | -------------------------------------- | -------------------------------------- |
| Vrouwenenkelspel 2e ronde              | Jeļena Ostapenko                       | Karolína Plíšková [2]                  | 6–4, 6–2                               |
| Vrouwenenkelspel 2e ronde              | Sofia Kenin [4]                        | Ana Bogdan                             | 3–6, 6–3, 6–2                          |
| Mannenenkelspel 2e ronde               | Novak Đoković [1]                      | Ričardas Berankis                      | 6–1, 6–2, 6–2                          |
| Mannenenkelspel 2e ronde               | Stéfanos Tsitsipás [5]                 | Pablo Cuevas                           | 6–1, 6–4, 6–2                          |
| Vrouwenenkelspel 2e ronde              | Fiona Ferro                            | Jelena Rybakina [14]                   | 6–3, 4–6, 6–2                          |
| Wedstrijden op Court Suzanne-Lenglen   |                                        |                                        |                                        |
| Mannenenkelspel 2e ronde               | Roberto Carballés Baena                | Denis Shapovalov [9]                   | 7–5, 6–7(5–7), 6–3, 3–6, 8–6           |
| Vrouwenenkelspel 2e ronde              | Garbiñe Muguruza [11]                  | Kristýna Plíšková                      | 6–3, 6–2                               |
| Mannenenkelspel 2e ronde               | Matteo Berrettini [7]                  | Lloyd Harris                           | 6–4, 4–6, 6–2, 6–3                     |
| Wedstrijden op Court Simonne Mathieu   |                                        |                                        |                                        |
| Vrouwenenkelspel 2e ronde              | Petra Kvitová [7]                      | Jasmine Paolini                        | 6–3, 6–3                               |
| Mannenenkelspel 2e ronde               | Grigor Dimitrov [18]                   | Andrej Martin                          | 6–4, 7–6(7–5), 6–1                     |
| Vrouwenenkelspel 2e ronde              | Zhang Shuai                            | Alizé Cornet                           | 6–4, 7–6(7–3)                          |
| Mannenenkelspel 2e ronde               | Andrej Roebljov [13]                   | Alejandro Davidovich Fokina            | 7–5, 6–1, 3–6, 6–1                     |
| Wedstrijden begonnen om 11:00 uur      |                                        |                                        |                                        |

1. ↑  Oorspronkelijk geprogrammeerd op Court Suzanne-Lenglen, maar verplaatst vanwege uitloop van eerdere wedstrijden naar Court Philippe-Chatrier na afloop van de wedstrijd Cuevas-Tsitsipas.

### Dag 6 (vrijdag 2 oktober)
- Reekshoofden uitgeschakeld:
  - Mannenenkelspel:  Stan Wawrinka [16],  Taylor Fritz [27],  Casper Ruud [28]
  - Vrouwenenkelspel:  Elise Mertens [16],  Maria Sakkari [20],  Amanda Anisimova [25],  Jekaterina Aleksandrova [27]
  - Mannendubbelspel:  John Peers /  Michael Venus [11]
  - Vrouwendubbelspel:  Laura Siegemund /  Vera Zvonarjova [12]
- Speelschema (gearchiveerd)

| Wedstrijden op de hoofdbanen           | Wedstrijden op de hoofdbanen           | Wedstrijden op de hoofdbanen           | Wedstrijden op de hoofdbanen           |
| Evenement                              | Winnaar                                | Verliezer                              | Score                                  |
| Wedstrijden op Court Philippe-Chatrier | Wedstrijden op Court Philippe-Chatrier | Wedstrijden op Court Philippe-Chatrier | Wedstrijden op Court Philippe-Chatrier |
| -------------------------------------- | -------------------------------------- | -------------------------------------- | -------------------------------------- |
| Mannenenkelspel 3e ronde               | Dominic Thiem [3]                      | Casper Ruud [28]                       | 6–4, 6–3, 6–1                          |
| Vrouwenenkelspel 3e ronde              | Simona Halep [1]                       | Amanda Anisimova [25]                  | 6–0, 6–1                               |
| Vrouwenenkelspel 3e ronde              | Caroline Garcia                        | Elise Mertens [16]                     | 1–6, 6–4, 7–5                          |
| Mannenenkelspel 3e ronde               | Rafael Nadal [2]                       | Stefano Travaglia                      | 6–1, 6–4, 6–0                          |
| Vrouwenenkelspel 3e ronde              | Kiki Bertens [5]                       | Kateřina Siniaková                     | 6–2, 6–2                               |
| Wedstrijden op Court Suzanne-Lenglen   |                                        |                                        |                                        |
| Vrouwenenkelspel 3e ronde              | Elina Svitolina [3]                    | Jekaterina Aleksandrova [27]           | 6–4, 7–5                               |
| Mannenenkelspel 3e ronde               | Hugo Gaston [WC]                       | Stan Wawrinka [16]                     | 2–6, 6–3, 6–3, 4–6, 6–0                |
| Mannenenkelspel 3e ronde               | Alexander Zverev [6]                   | Marco Cecchinato [Q]                   | 6–1, 7–5, 6–3                          |
| Wedstrijden op Court Simonne Mathieu   |                                        |                                        |                                        |
| Vrouwenenkelspel 3e ronde              | Iga Świątek                            | Eugenie Bouchard [WC]                  | 6–3, 6–2                               |
| Mannenenkelspel 3e ronde               | Lorenzo Sonego                         | Taylor Fritz [27]                      | 7–6(7–5), 6–3, 7–6(19–17)              |
| Mannenenkelspel 3e ronde               | Diego Schwartzman [12]                 | Norbert Gombos                         | 7–6(7–3), 6–3, 6–3                     |
| Wedstrijden begonnen om 11:00 uur      |                                        |                                        |                                        |

1. ↑  Oorspronkelijk geprogrammeerd op Court Suzanne-Lenglen, maar verplaatst vanwege uitloop van eerdere wedstrijden door de regen naar Court Philippe-Chatrier na afloop van de wedtrijd van Travaglia-Nadal.

### Dag 7 (zaterdag 3 oktober)
- Reekshoofden uitgeschakeld:
  - Mannenenkelspel:  Matteo Berrettini [7],  Roberto Bautista Agut [10],  Cristian Garín [20]
  - Vrouwenenkelspel:  Aryna Sabalenka [8],  Garbiñe Muguruza [11],  Petra Martić [13]
  - Mannendubbelspel:  Marcel Granollers /  Horacio Zeballos [2],  Jérémy Chardy /  Fabrice Martin [14],  Austin Krajicek /  Franko Škugor [16]
  - Vrouwendubbelspel:  Elise Mertens /  Aryna Sabalenka [3]
- Speelschema (gearchiveerd)

| Wedstrijden op de hoofdbanen           | Wedstrijden op de hoofdbanen           | Wedstrijden op de hoofdbanen           | Wedstrijden op de hoofdbanen           |
| Evenement                              | Winnaar                                | Verliezer                              | Score                                  |
| Wedstrijden op Court Philippe-Chatrier | Wedstrijden op Court Philippe-Chatrier | Wedstrijden op Court Philippe-Chatrier | Wedstrijden op Court Philippe-Chatrier |
| -------------------------------------- | -------------------------------------- | -------------------------------------- | -------------------------------------- |
| Mannenenkelspel 3e ronde               | Daniel Altmaier [Q]                    | Matteo Berrettini [7]                  | 6–2, 7–6(7–5), 6–4                     |
| Vrouwenenkelspel 3e ronde              | Sofia Kenin [4]                        | Irina Maria Bara [Q]                   | 6–2, 6–0                               |
| Vrouwenenkelspel 3e ronde              | Fiona Ferro                            | Patricia Maria Țig                     | 7–6(9–7), 4–6, 6–0                     |
| Mannenenkelspel 3e ronde               | Novak Đoković [1]                      | Daniel Elahi Galán [LL]                | 6–0, 6–3, 6–2                          |
| Vrouwenenkelspel 3e ronde              | Danielle Collins                       | Garbiñe Muguruza [11]                  | 7–5, 2–6, 6–4                          |
| Wedstrijden op Court Suzanne-Lenglen   |                                        |                                        |                                        |
| Mannenenkelspel 3e ronde               | Pablo Carreño Busta [17]               | Roberto Bautista Agut [10]             | 6–4, 6–3, 5–7, 6–4                     |
| Mannenenkelspel 3e ronde               | Stéfanos Tsitsipás [5]                 | Aljaž Bedene                           | 6–1, 6–2, 3–1, opgave                  |
| Vrouwenenkelspel 3e ronde              | Petra Kvitová [7]                      | Leylah Fernandez                       | 7–5, 6–3                               |
| Wedstrijden op Court Simonne Mathieu   |                                        |                                        |                                        |
| Mannenenkelspel 3e ronde               | Andrej Roebljov [13]                   | Kevin Anderson [PR]                    | 6–3, 6–2, 6–3                          |
| Vrouwenenkelspel 3e ronde              | Zhang Shuai                            | Clara Burel [WC]                       | 7–6(7–2), 7–5                          |
| Mannenenkelspel 3e ronde               | Grigor Dimitrov [18]                   | Roberto Carballés Baena                | 6–1, 6–3, opgave                       |
| Vrouwenenkelspel 3e ronde              | Paula Badosa                           | Jeļena Ostapenko                       | 6–4, 6–3                               |
| Wedstrijden begonnen om 11:00 uur      |                                        |                                        |                                        |

1. ↑  Wedstrijd begon op Court Suzanne-Lenglen, maar verplaatst vanwege regen in de tweede game van de eerste set naar Court Philippe-Chatrier.

### Dag 8 (zondag 4 oktober)
- Reekshoofden uitgeschakeld:
  - Mannenenkelspel:  Alexander Zverev [6]
  - Vrouwenenkelspel:  Simona Halep [1],  Kiki Bertens [5]
  - Mannendubbelspel:  Ivan Dodig /  Filip Polášek [5],  Pierre-Hugues Herbert /  Nicolas Mahut [6],  Jean-Julien Rojer /  Horia Tecău [12],  Jürgen Melzer /  Édouard Roger-Vasselin [15]
  - Vrouwendubbelspel:  Hsieh Su-wei /  Barbora Strýcová [1],  Gabriela Dabrowski /  Jeļena Ostapenko [5],  Veronika Koedermetova /  Zhang Shuai [8],  Hayley Carter /  Luisa Stefani [10],  Cori Gauff /  Caty McNally [16]
- Speelschema (gearchiveerd)

| Wedstrijden op de hoofdbanen           | Wedstrijden op de hoofdbanen                                                         | Wedstrijden op de hoofdbanen                                                         | Wedstrijden op de hoofdbanen           |
| Evenement                              | Winnaar                                                                              | Verliezer                                                                            | Score                                  |
| Wedstrijden op Court Philippe-Chatrier | Wedstrijden op Court Philippe-Chatrier                                               | Wedstrijden op Court Philippe-Chatrier                                               | Wedstrijden op Court Philippe-Chatrier |
| -------------------------------------- | ------------------------------------------------------------------------------------ | ------------------------------------------------------------------------------------ | -------------------------------------- |
| Vrouwenenkelspel 4e ronde              | Iga Świątek                                                                          | Simona Halep [1]                                                                     | 6–1, 6–2                               |
| Mannenenkelspel 4e ronde               | Rafael Nadal [2]                                                                     | Sebastian Korda [Q]                                                                  | 6–1, 6–1, 6–2                          |
| Vrouwenenkelspel 4e ronde              | Elina Svitolina [3]                                                                  | Caroline Garcia                                                                      | 6–1, 6–3                               |
| Mannenenkelspel 4e ronde               | Dominic Thiem [3]                                                                    | Hugo Gaston [WC]                                                                     | 6–4, 6–4, 5–7, 3–6, 6–3                |
| Wedstrijden op Court Suzanne-Lenglen   |                                                                                      |                                                                                      |                                        |
| Vrouwenenkelspel 4e ronde              | Martina Trevisan [Q]                                                                 | Kiki Bertens [5]                                                                     | 6–4, 6–4                               |
| Mannenenkelspel 4e ronde               | Jannik Sinner                                                                        | Alexander Zverev [6]                                                                 | 6–3, 6–3, 4–6, 6–3                     |
| Mannenenkelspel 4e ronde               | Diego Schwartzman [12]                                                               | Lorenzo Sonego                                                                       | 6–1, 6–3, 6–4                          |
| Mannendubbelspel 3e ronde              | Wesley Koolhof [9] Pierre-Hugues Herbert [6] Nikola Mektić [9] vs. Nicolas Mahut [6] | Wesley Koolhof [9] Pierre-Hugues Herbert [6] Nikola Mektić [9] vs. Nicolas Mahut [6] | Verplaatst naar Court Simonne Mathieu  |
| Wedstrijden op Court Simonne Mathieu   |                                                                                      |                                                                                      |                                        |
| Mannendubbelspel 3e ronde              | Juan Sebastián Cabal [1] Robert Farah [1]                                            | Jürgen Melzer [15] Édouard Roger-Vasselin [15]                                       | 4−6, 7−6(7−3), 7−6(7−3)                |
| Vrouwenenkelspel 4e ronde              | Nadia Podoroska [Q]                                                                  | Barbora Krejčíková                                                                   | 2–6, 6–2, 6–3                          |
| Vrouwendubbelspel 3e ronde             | Tímea Babos [2] Kristina Mladenovic [2]                                              | Andreea Mitu Patricia Maria Țig                                                      | 6–2, 6–3                               |
| Mannendubbelspel 3e ronde              | Wesley Koolhof [9] Nikola Mektić [9]                                                 | Pierre-Hugues Herbert [6] Nicolas Mahut [6]                                          | 6–2, 7–6(7–3)                          |
| Wedstrijden begonnen om 11:00 uur      |                                                                                      |                                                                                      |                                        |

1. ↑  Oorspronkelijk geprogrammeerd op Court Suzanne-Lenglen, maar verplaatst  vanwege uitloop van eerdere wedstrijden naar Court Simonne Mathieu.
2. ↑  Oorspronkelijk geprogrammeerd op Court Suzanne-Lenglen, maar verplaatst vanwege uitloop van eerdere wedstrijden naar Court Simonne Mathieu.

### Dag 9 (maandag 5 oktober)
- Reekshoofden uitgeschakeld:
  - Mannenenkelspel:  Karen Chatsjanov [15],  Grigor Dimitrov [18]
  - Mannendubbelspel:  Rajeev Ram /  Joe Salisbury [3]
  - Vrouwendubbelspel:  Květa Peschke /  Demi Schuurs [6],  Viktória Kužmová /  Kristýna Plíšková [13]
- Speelschema (gearchiveerd)

| Wedstrijden op de hoofdbanen           | Wedstrijden op de hoofdbanen                     | Wedstrijden op de hoofdbanen                     | Wedstrijden op de hoofdbanen           |
| Evenement                              | Winnaar                                          | Verliezer                                        | Score                                  |
| Wedstrijden op Court Philippe-Chatrier | Wedstrijden op Court Philippe-Chatrier           | Wedstrijden op Court Philippe-Chatrier           | Wedstrijden op Court Philippe-Chatrier |
| -------------------------------------- | ------------------------------------------------ | ------------------------------------------------ | -------------------------------------- |
| Vrouwenenkelspel 4e ronde              | Petra Kvitová [7]                                | Zhang Shuai                                      | 6–2, 6–4                               |
| Mannenenkelspel 4e ronde               | Stéfanos Tsitsipás [5]                           | Grigor Dimitrov [18]                             | 6–3, 7–6(11–9), 6–2                    |
| Mannenenkelspel 4e ronde               | Novak Đoković [1]                                | Karen Chatsjanov [15]                            | 6–4, 6–3, 6–3                          |
| Vrouwenenkelspel 4e ronde              | Sofia Kenin [4]                                  | Fiona Ferro                                      | 2–6, 6–2, 6–1                          |
| Mannenenkelspel 4e ronde               | Pablo Carreño Busta [17]                         | Daniel Altmaier [Q]                              | 6–2, 7–5, 6–2                          |
| Wedstrijden op Court Suzanne-Lenglen   |                                                  |                                                  |                                        |
| Mannenenkelspel 4e ronde               | Andrej Roebljov [13]                             | Márton Fucsovics                                 | 6–7(4–7), 7–5, 6–4, 7–6(7–3)           |
| Vrouwenenkelspel 4e ronde              | Ons Jabeur [30] vs. Danielle Collins             | Ons Jabeur [30] vs. Danielle Collins             | Uitgesteld naar 6 oktober              |
| Mannenenkelspel 4e ronde               | Pablo Carreño Busta [17] vs. Daniel Altmaier [Q] | Pablo Carreño Busta [17] vs. Daniel Altmaier [Q] | Verplaatst naar Philippe-Chatrier      |
| Wedstrijden op Court Simonne Mathieu   |                                                  |                                                  |                                        |
| Vrouwenenkelspel 4e ronde              | Laura Siegemund                                  | Paula Badosa                                     | 7–5, 6–2                               |
| Vrouwendubbelspel 3e ronde             | Barbora Krejčíková [4] Kateřina Siniaková [4]    | Viktória Kužmová [13] Kristýna Plíšková [13]     | 6–4, 6–2                               |
| Mannendubbelspel kwartfinale           | Juan Sebastián Cabal [1] Robert Farah [1]        | Frederik Nielsen Tim Pütz                        | 6–7(10–12), 6–4, 7–6(9–7)              |
| Wedstrijden begonnen om 11:00 uur      |                                                  |                                                  |                                        |

1. ↑  Oorspronkelijk geprogrammeerd op Court Suzanne-Lenglen na afloop van de wedstrijd Jabeur-Collins, maar verplaatst vanwege regen naar Court Philippe-Chatrier na de wedstrijd Ferro-Kenin.
2. ↑  Oorspronkelijk geprogrammeerd op Court Suzanne-Lenglen na afloop van de wedstrijd Jabeur-Collins, maar verplaatst vanwege regen naar Court Philippe-Chatrier na de wedstrijd Ferro-Kenin.

### Dag 10 (dinsdag 6 oktober)
Het programma zou aanvankelijk om 12:00 uur MEZT beginnen, maar vanwege slecht weer aan het einde van de vorige dag, werd de vrouwenenkelspel vierde ronde wedstrijd tussen Ons Jabeur en Danielle Collins verplaats van Court Suzanne-Lenglen naar Court Philippe-Chatrier en zouden de wedstrijden om 11:00 uur beginnen, met aansluitend de kwartfinale wedstrijden.
- Reekshoofden uitgeschakeld:
  - Mannenenkelspel:  Dominic Thiem [3]
  - Vrouwenenkelspel:  Elina Svitolina [3],  Ons Jabeur [30]
  - Mannendubbelspel:  Jamie Murray /  Neal Skupski [13]
  - Vrouwendubbelspel:  Sofia Kenin /  Bethanie Mattek-Sands [9]
- Speelschema (gearchiveerd)

| Wedstrijden op de hoofdbanen           | Wedstrijden op de hoofdbanen                  | Wedstrijden op de hoofdbanen              | Wedstrijden op de hoofdbanen           |
| Evenement                              | Winnaar                                       | Verliezer                                 | Score                                  |
| Wedstrijden op Court Philippe-Chatrier | Wedstrijden op Court Philippe-Chatrier        | Wedstrijden op Court Philippe-Chatrier    | Wedstrijden op Court Philippe-Chatrier |
| -------------------------------------- | --------------------------------------------- | ----------------------------------------- | -------------------------------------- |
| Vrouwenenkelspel 4e ronde              | Danielle Collins                              | Ons Jabeur [30]                           | 6–4, 4–6, 6–4                          |
| Vrouwenenkelspel kwartfinale           | Nadia Podoroska [Q]                           | Elina Svitolina [3]                       | 6–2, 6–4                               |
| Mannenenkelspel kwartfinale            | Diego Schwartzman [12]                        | Dominic Thiem [3]                         | 7–6(7–1), 5–7, 6–7(6–8), 7–6(7–5), 6–2 |
| Vrouwenenkelspel kwartfinale           | Iga Świątek                                   | Martina Trevisan [Q]                      | 6–3, 6–1                               |
| Mannenenkelspel kwartfinale            | Rafael Nadal [2]                              | Jannik Sinner                             | 7–6(7–4), 6–4, 6–1                     |
| Wedstrijden op Court Suzanne-Lenglen   |                                               |                                           |                                        |
| Mannendubbelspel kwartfinale           | Kevin Krawietz [8] Andreas Mies [8]           | Jamie Murray [13] Neal Skupski [13]       | 6–4, 6–4                               |
| Vrouwendubbelspel kwartfinale          | Tímea Babos [2] Kristina Mladenovic [2]       | Marta Kostjoek Aljaksandra Sasnovitsj     | 6–2, 7–5                               |
| Vrouwendubbelspel kwartfinale          | Barbora Krejčíková [4] Kateřina Siniaková [4] | Sofia Kenin [9] Bethanie Mattek-Sands [9] | 1–6, 6–4, 6–2                          |
| Mannendubbelspel kwartfinale           | Wesley Koolhof [9] Nikola Mektić [9]          | Nicholas Monroe Tommy Paul                | 6–4, 6–4                               |
| Wedstrijden begonnen om 11:00 uur      |                                               |                                           |                                        |

### Dag 11 (woensdag 7 oktober)
- Reekshoofden uitgeschakeld:
  - Mannenenkelspel:  Andrej Roebljov [13],  Pablo Carreño Busta [17]
  - Vrouwendubbelspel:  Shuko Aoyama /  Ena Shibahara [7]
- Speelschema (gearchiveerd)

| Wedstrijden op de hoofdbanen           | Wedstrijden op de hoofdbanen              | Wedstrijden op de hoofdbanen           | Wedstrijden op de hoofdbanen           |
| Evenement                              | Winnaar                                   | Verliezer                              | Score                                  |
| Wedstrijden op Court Philippe-Chatrier | Wedstrijden op Court Philippe-Chatrier    | Wedstrijden op Court Philippe-Chatrier | Wedstrijden op Court Philippe-Chatrier |
| -------------------------------------- | ----------------------------------------- | -------------------------------------- | -------------------------------------- |
| Vrouwenenkelspel kwartfinale           | Petra Kvitová [7]                         | Laura Siegemund                        | 6–3, 6–3                               |
| Vrouwenenkelspel kwartfinale           | Sofia Kenin [4]                           | Danielle Collins                       | 6–4, 4–6, 6–0                          |
| Mannenenkelspel kwartfinale            | Stéfanos Tsitsipás [5]                    | Andrej Roebljov [13]                   | 7–5, 6–2, 6–3                          |
| Mannenenkelspel kwartfinale            | Novak Đoković [1]                         | Pablo Carreño Busta [17]               | 4–6, 6–2, 6–3, 6–4                     |
| Wedstrijden op Court Suzanne-Lenglen   |                                           |                                        |                                        |
| Vrouwendubbelspel kwartfinale          | Alexa Guarachi [14] Desirae Krawczyk [14] | Shuko Aoyama [7] Ena Shibahara [7]     | 6–0, 6–4                               |
| Vrouwendubbelspel kwartfinale          | Nicole Melichar Iga Świątek               | Asia Muhammad Jessica Pegula           | 6–3, 6–4                               |
| Wedstrijden begonnen om 12:00 uur      |                                           |                                        |                                        |

### Dag 12 (donderdag 8 oktober)
- Reekshoofden uitgeschakeld:
  - Vrouwenenkelspel:  Petra Kvitová [7]
  - Mannendubbelspel:  Juan Sebastián Cabal /  Robert Farah [1],  Wesley Koolhof /  Nikola Mektić [9]
- Speelschema (gearchiveerd)

| Wedstrijden op de hoofdbanen                                             | Wedstrijden op de hoofdbanen           | Wedstrijden op de hoofdbanen              | Wedstrijden op de hoofdbanen           |
| Evenement                                                                | Winnaar                                | Verliezer                                 | Score                                  |
| Wedstrijden op Court Philippe-Chatrier                                   | Wedstrijden op Court Philippe-Chatrier | Wedstrijden op Court Philippe-Chatrier    | Wedstrijden op Court Philippe-Chatrier |
| ------------------------------------------------------------------------ | -------------------------------------- | ----------------------------------------- | -------------------------------------- |
| Vrouwenenkelspel halve finale                                            | Iga Świątek                            | Nadia Podoroska [Q]                       | 6–2, 6–1                               |
| Vrouwenenkelspel halve finale                                            | Sofia Kenin [4]                        | Petra Kvitová [7]                         | 6–4, 7–5                               |
| Wedstrijden op Court Suzanne-Lenglen                                     |                                        |                                           |                                        |
| Mannendubbelspel halve finale                                            | Mate Pavić [7] Bruno Soares [7]        | Juan Sebastián Cabal [1] Robert Farah [1] | 7–6(7–4), 7–5                          |
| Mannendubbelspel halve finale                                            | Kevin Krawietz [8] Andreas Mies [8]    | Wesley Koolhof [9] Nikola Mektić [9]      | 6–3, 7–5                               |
| Wedstrijden begonnen om 12:00 uur (15:00 uur op Court Philippe-Chatrier) |                                        |                                           |                                        |

### Dag 13 (vrijdag 9 oktober)
- Reekshoofden uitgeschakeld:
  - Mannenenkelspel:  Stéfanos Tsitsipás [5],  Diego Schwartzman [12]
  - Vrouwendubbelspel:  Barbora Krejčíková /  Kateřina Siniaková [4]
- Speelschema (gearchiveerd)

| Wedstrijden op de hoofdbanen                                             | Wedstrijden op de hoofdbanen              | Wedstrijden op de hoofdbanen                  | Wedstrijden op de hoofdbanen           |
| Evenement                                                                | Winnaar                                   | Verliezer                                     | Score                                  |
| Wedstrijden op Court Philippe-Chatrier                                   | Wedstrijden op Court Philippe-Chatrier    | Wedstrijden op Court Philippe-Chatrier        | Wedstrijden op Court Philippe-Chatrier |
| ------------------------------------------------------------------------ | ----------------------------------------- | --------------------------------------------- | -------------------------------------- |
| Mannenenkelspel halve finale                                             | Rafael Nadal [2]                          | Diego Schwartzman [12]                        | 6–3, 6–3, 7–6(7–0)                     |
| Startte niet voor 17:00 uur                                              |                                           |                                               |                                        |
| Mannenenkelspel halve finale                                             | Novak Đoković [1]                         | Stéfanos Tsitsipás [5]                        | 6–3, 6–2, 5–7, 4–6, 6–1                |
| Wedstrijden op Court Suzanne-Lenglen                                     |                                           |                                               |                                        |
| Vrouwendubbelspel halve finale                                           | Tímea Babos [2] Kristina Mladenovic [2]   | Barbora Krejčíková [4] Kateřina Siniaková [4] | 6–2, 4–6, 7–5                          |
| Vrouwendubbelspel halve finale                                           | Alexa Guarachi [14] Desirae Krawczyk [14] | Nicole Melichar Iga Świątek                   | 7–6(7–5), 1–6, 6–4                     |
| Wedstrijden begonnen om 11:00 uur (14:50 uur op Court Philippe-Chatrier) |                                           |                                               |                                        |

### Dag 14 (zaterdag 10 oktober)
- Reekshoofden uitgeschakeld:
  - Vrouwenenkelspel:  Sofia Kenin [4]
  - Mannendubbelspel:  Mate Pavić /  Bruno Soares [7]
- Speelschema (gearchiveerd)

| Wedstrijden op de hoofdbanen                                             | Wedstrijden op de hoofdbanen           | Wedstrijden op de hoofdbanen           | Wedstrijden op de hoofdbanen           |
| Evenement                                                                | Winnaar                                | Verliezer                              | Score                                  |
| Wedstrijden op Court Philippe-Chatrier                                   | Wedstrijden op Court Philippe-Chatrier | Wedstrijden op Court Philippe-Chatrier | Wedstrijden op Court Philippe-Chatrier |
| ------------------------------------------------------------------------ | -------------------------------------- | -------------------------------------- | -------------------------------------- |
| Vrouwenenkelspel finale                                                  | Iga Świątek                            | Sofia Kenin [4]                        | 6–4, 6–1                               |
| Mannendubbelspel finale                                                  | Kevin Krawietz [8] Andreas Mies [8]    | Mate Pavić [7] Bruno Soares [7]        | 6–3, 7–5                               |
| Wedstrijden op Court Suzanne-Lenglen                                     |                                        |                                        |                                        |
| Rolstoel mannenenkelspel finale                                          | Alfie Hewett                           | Joachim Gérard                         | 6–4, 4–6, 6–3                          |
| Rolstoel quad enkelspel finale                                           | Dylan Alcott [1]                       | Andy Lapthorne [2]                     | 6–2, 6–2                               |
| Rolstoel vrouwendubbelspel finale                                        | Diede de Groot [1] Aniek van Koot [1]  | Yui Kamiji [2] Jordanne Whiley [2]     | 7–6(7–2), 3–6, [10–8]                  |
| Wedstrijden begonnen om 11:00 uur (15:00 uur op Court Philippe-Chatrier) |                                        |                                        |                                        |

### Dag 15 (zondag 11 oktober)
- Reekshoofden uitgeschakeld:
  - Mannenenkelspel:  Novak Đoković [1]
  - Vrouwendubbelspel:  Alexa Guarachi /  Desirae Krawczyk [14]
- Speelschema (gearchiveerd)

| Wedstrijden op de hoofdbanen           | Wedstrijden op de hoofdbanen            | Wedstrijden op de hoofdbanen              | Wedstrijden op de hoofdbanen           |
| Evenement                              | Winnaar                                 | Verliezer                                 | Score                                  |
| Wedstrijden op Court Philippe-Chatrier | Wedstrijden op Court Philippe-Chatrier  | Wedstrijden op Court Philippe-Chatrier    | Wedstrijden op Court Philippe-Chatrier |
| -------------------------------------- | --------------------------------------- | ----------------------------------------- | -------------------------------------- |
| Vrouwendubbelspel finale               | Tímea Babos [2] Kristina Mladenovic [2] | Alexa Guarachi [14] Desirae Krawczyk [14] | 6–4, 7–5                               |
| Startte niet voor 15:00 uur            |                                         |                                           |                                        |
| Mannenenkelspel finale                 | Rafael Nadal [2]                        | Novak Đoković [1]                         | 6–0, 6–2, 7–5                          |
| Wedstrijden begonnen om 11:30 uur      |                                         |                                           |                                        |